# Pretty Boy, Dirty Boy World Tour
Pretty Boy, Dirty Boy World Tour fue la primera gira musical del cantante colombiano Maluma, realizada para promocionar su segundo álbum de estudio Pretty Boy, Dirty Boy. Comenzó el 8 de diciembre de 2015 en Bogotá y finalizó el 27 de diciembre de 2016 en Cali, dando paso a su siguiente gira musical.
La gira llevó al artista a debutar en países como Perú y España, donde fue anunciado como un fenómeno de la escena latina.

## Actos de apertura
- Jeloz (Bogotá, Cali y Barranquilla ― 8, 13 y 19 de diciembre)
- Tomas the Latin Boy (Bogotá, Cali y Barranquilla ― 8, 13 y 19 de diciembre)
- Pipe Bueno (Bogotá y Barranquilla ― 8 y 19 de diciembre)
- Andy Rivera (Bogotá y Cali ― 8 y 13 de diciembre)
- El Indio (Bogotá y Cali ― 8 y 13 de diciembre)
- Baby Rasta & Gringo (Cali ― 13 de diciembre)
- Sixto Rein (Maracaibo, Valencia y Caracas ― 19, 21 y 22 de octubre de 2016)[3]

## Repertorio
La siguiente lista de canciones presentada en Buenos Aires el 18 de agosto de 2016, no representa totalmente el utilizado durante la gira.
| 1. «Borró cassette» 2. «Sin contrato» 3. «El perdedor» 4. «La curiosidad» 5. «Vente pa'ca» 6. «Desde esa noche» 7. «Addicted» 8. «El tiki» 9. «Tengo Un Amor» / «Vuelo Hacia el Olvido» | 1. «Salgamos» 2. «La temperatura» 3. «Chantaje» 4. «La bicicleta» 5. «Cuatro babys» 6. «El beso» 7. «La invitación» 8. «Obsesión» 9. «Carnaval» |

## Fechas
| Fecha                    | Ciudad              | País                 | Recinto                           | Asistencia              | Recaudación    |
| América Latina           | América Latina      | América Latina       | América Latina                    | América Latina          | América Latina |
| ------------------------ | ------------------- | -------------------- | --------------------------------- | ----------------------- | -------------- |
| 8 de diciembre de 2015   | Bogotá              | Colombia             | Centro de Eventos                 | ―                       | ―              |
| 13 de diciembre de 2015  | Cali                | Colombia             | Plaza de Toros                    | ―                       | ―              |
| 19 de diciembre de 2015  | Barranquilla        | Colombia             | Estadio Romelio Martínez          | ―                       | ―              |
| 20 de diciembre de 2015  | Medellín            | Colombia             | Plaza de Toros                    | ―                       | ―              |
| 21 de diciembre de 2015  | Valledupar          | Colombia             | Centro de Eventos                 | ―                       | ―              |
| 29 de enero de 2016      | Quito               | Ecuador              | Casa de la Cultura                | ―                       | ―              |
| 30 de enero de 2016      | Guayaquil           | Ecuador              | Centro de Convenciones            | ―                       | ―              |
| 9 de febrero de 2016     | Santa Cruz          | Bolivia              | ―                                 | Festival                | Festival       |
| 11 de febrero de 2016    | La Paz              | Bolivia              | Teatro al Aire Libre              | ―                       | ―              |
| América del Norte        |                     |                      |                                   |                         |                |
| 3 de marzo de 2016       | Atlanta             | Estados Unidos       | Club Las Perlas                   | ―                       | ―              |
| 4 de marzo de 2016       | Charlotte           | Estados Unidos       | Club Label                        | ―                       | ―              |
| 5 de marzo de 2016       | Raleigh             | Estados Unidos       | Club Level                        | ―                       | ―              |
| 10 de marzo de 2016      | Nashville           | Estados Unidos       | Bucanas Night Club                | ―                       | ―              |
| 11 de marzo de 2016      | Annandale           | Estados Unidos       | Diamond Lounge                    | ―                       | ―              |
| 12 de marzo de 2016      | Providence          | Estados Unidos       | Roxxy Providence                  | ―                       | ―              |
| 13 de marzo de 2016      | Denver              | Estados Unidos       | Club Stampede                     | ―                       | ―              |
| 17 de marzo de 2016      | Laredo              | Estados Unidos       | Casa Blanca                       | ―                       | ―              |
| 18 de marzo de 2016      | McAllen             | Estados Unidos       | Aragon Music Hall                 | ―                       | ―              |
| 19 de marzo de 2016      | San José            | Estados Unidos       | ―                                 | ―                       | ―              |
| 19 de marzo de 2016      | San Francisco       | Estados Unidos       | Roccapulco Club                   | ―                       | ―              |
| 20 de marzo de 2016      | Las Vegas           | Estados Unidos       | Embassy Night Club                | ―                       | ―              |
| 22 de abril de 2016      | Newark              | Estados Unidos       | Prudential Center                 | Festival                | Festival       |
| 23 de abril de 2016      | Miami               | Estados Unidos       | American Airlines Arena           | Festival                | Festival       |
| América Latina           |                     |                      |                                   |                         |                |
| 14 de mayo de 2016       | Ciudad Juárez       | México               | Estadio Carta Blanca              | ―                       | ―              |
| 20 de mayo de 2016       | Xalapa              | México               | Estadio Colón                     | ―                       | ―              |
| 21 de mayo de 2016       | Acapulco            | México               | Explanada Mundo Imperial          | ―                       | ―              |
| 22 de mayo de 2016       | Cancún              | México               | Plaza de Toros                    | ―                       | ―              |
| 26 de mayo de 2016       | Monterrey           | México               | Arena Monterrey                   | ―                       | ―              |
| 27 de mayo de 2016       | Querétaro           | México               | Plaza de Toros                    | ―                       | ―              |
| 28 de mayo de 2016       | Guadalajara         | México               | Auditorio Telmex                  | ―                       | ―              |
| 29 de mayo de 2016       | Ciudad de México    | México               | Auditorio Nacional                | 9,620 / 9,620           | $428,466       |
| 30 de mayo de 2016       | Guadalajara         | México               | Auditorio Telmex                  | ―                       | ―              |
| 3 de junio de 2016       | Ciudad de Panamá    | Panamá               | Centro de Convenciones Figali     | Festival                | Festival       |
| 5 de junio de 2016       | Alajuela            | Costa Rica           | Parque Viva                       | ―                       | ―              |
| 19 de junio de 2016      | Santiago            | Chile                | Movistar Arena                    | 6,715 / 11,404          | $321,633       |
| 21 de junio de 2016      | Tucumán             | Argentina            | Central Córdoba                   | ―                       | ―              |
| 22 de junio de 2016      | Salta               | Argentina            | Estadio Delmi                     | ―                       | ―              |
| 23 de junio de 2016      | Rosario             | Argentina            | City Center Rosario               | ―                       | ―              |
| 23 de junio de 2016      | Rosario             | Argentina            | City Center Rosario               | ―                       | ―              |
| 26 de junio de 2016      | Córdoba             | Argentina            | Quality Espacio                   | ―                       | ―              |
| 26 de junio de 2016      | Córdoba             | Argentina            | Quality Espacio                   | ―                       | ―              |
| 9 de julio de 2016       | Quito               | Ecuador              | Coliseo General Rumiñahui         | ―                       | ―              |
| 16 de julio de 2016      | Cartago             | Colombia             | Coliseo de Ferias y Exposiciones  | ―                       | ―              |
| 23 de julio de 2016      | San Salvador        | El Salvador          | CIFCO                             | Festival                | Festival       |
| 30 de julio de 2016      | Santo Domingo       | República Dominicana | Teatro La Fiesta                  | ―                       | ―              |
| 13 de agosto de 2016     | Guayaquil           | Ecuador              | Concha Acústica                   | ―                       | ―              |
| 14 de agosto de 2016     | Arequipa            | Perú                 | Jardín de la Cerveza              | Festival                | Festival       |
| 16 de agosto de 2016     | Buenos Aires        | Argentina            | Luna Park                         | ―                       | ―              |
| 17 de agosto de 2016     | Buenos Aires        | Argentina            | Luna Park                         | ―                       | ―              |
| 18 de agosto de 2016     | Buenos Aires        | Argentina            | Luna Park                         | ―                       | ―              |
| 20 de agosto de 2016     | Callao              | Perú                 | Estadio Miguel Grau               | Festival                | Festival       |
| 26 de agosto de 2016     | Cusco               | Perú                 | Jardín de la Cerveza              | Festival                | Festival       |
| 27 de agosto de 2016     | Lima                | Perú                 | Estadio Monumental                | Festival                | Festival       |
| 31 de agosto de 2016     | San Pedro Sula      | Honduras             | Estadio Francisco Morazán         | ―                       | ―              |
| 1 de septiembre de 2016  | Tegucigalpa         | Honduras             | Estadio Chochi Sosa               | ―                       | ―              |
| 2 de septiembre de 2016  | Managua             | Nicaragua            | Terreno Pharaohs Casino           | ―                       | ―              |
| 3 de septiembre de 2016  | Ciudad de Guatemala | Guatemala            | Fórum Majadas                     | ―                       | ―              |
| 16 de septiembre de 2016 | Bogotá              | Colombia             | Centro de Eventos Autopista Norte | Festival                | Festival       |
| 17 de septiembre de 2016 | Bogotá              | Colombia             | Centro de Eventos Autopista Norte | ―                       | ―              |
| 30 de septiembre de 2016 | La Paz              | Bolivia              | Teatro al Aire Libre              | ―                       | ―              |
| 1 de octubre de 2016     | Oruro               | Bolivia              | Palacio de los Deportes           | ―                       | ―              |
| Europa                   |                     |                      |                                   |                         |                |
| 6 de octubre de 2016     | Madrid              | España               | Barclaycard Center                | ―                       | ―              |
| 7 de octubre de 2016     | Barcelona           | España               | Sant Jordi Club                   | ―                       | ―              |
| 8 de octubre de 2016     | Valencia            | España               | Pabellón 8 Feria de Valencia      | ―                       | ―              |
| 10 de octubre de 2016    | Zaragoza            | España               | Parking Norte Expo                | Festival                | Festival       |
| 11 de octubre de 2016    | Málaga              | España               | Fycma                             | ―                       | ―              |
| 15 de octubre de 2016    | La Laguna           | España               | Pabellón de Deportes              | ―                       | ―              |
| 16 de octubre de 2016    | Las Palmas          | España               | Infecar                           | ―                       | ―              |
| América Latina           |                     |                      |                                   |                         |                |
| 19 de octubre de 2016    | Maracaibo           | Venezuela            | Palacio de Eventos                | ―                       | ―              |
| 21 de octubre de 2016    | Valencia            | Venezuela            | Forum de Valencia                 | ―                       | ―              |
| 22 de octubre de 2016    | Caracas             | Venezuela            | Poliedro de Caracas               | ―                       | ―              |
| 27 de octubre de 2016    | León                | México               | Poliforum León                    | ―                       | ―              |
| 28 de octubre de 2016    | San Luis Potosí     | México               | El Domo                           | ―                       | ―              |
| 29 de octubre de 2016    | Mérida              | México               | Coliseo Yucatán                   | ―                       | ―              |
| 30 de octubre de 2016    | Puebla              | México               | Acrópolis                         | ―                       | ―              |
| 2 de noviembre de 2016   | Culiacán            | México               | Foro Tecate                       | ―                       | ―              |
| 3 de noviembre de 2016   | Ciudad de México    | México               | Auditorio Nacional                | 8,892 / 9,103           | $293,591       |
| 4 de noviembre de 2016   | Torreón             | México               | Estadio Revolución                | ―                       | ―              |
| 5 de noviembre de 2016   | Tijuana             | México               | Estadio Gasmart                   | ―                       | ―              |
| 6 de noviembre de 2016   | Hermosillo          | México               | Expoforum                         | ―                       | ―              |
| 10 de noviembre de 2016  | Monterrey           | México               | Arena Monterrey                   | ―                       | ―              |
| 11 de noviembre de 2016  | Ciudad de México    | México               | Auditorio Nacional                | 9,618 / 9,810           | $345,289       |
| 12 de noviembre de 2016  | Tuxtla Gutiérrez    | México               | Foro Chiapas                      | ―                       | ―              |
| 13 de noviembre de 2016  | Chihuahua           | México               | Estadio L. Almanza                | ―                       | ―              |
| 19 de noviembre de 2016  | San Juan            | Puerto Rico          | Coliseo de Puerto Rico            | ―                       | ―              |
| 26 de noviembre de 2016  | Neiva               | Colombia             | Los Lagos Club                    | ―                       | ―              |
| 3 de diciembre de 2016   | Garupá              | Argentina            | Estadio Crucero del Norte         | ―                       | ―              |
| 4 de diciembre de 2016   | Corrientes          | Argentina            | Anfiteatro Cocomarola             | ―                       | ―              |
| 5 de diciembre de 2016   | Santa Fe            | Argentina            | Estadio Cubierto Club Unión       | ―                       | ―              |
| 6 de diciembre de 2016   | Mendoza             | Argentina            | Arena Maipú                       | ―                       | ―              |
| 7 de diciembre de 2016   | Mendoza             | Argentina            | Arena Maipú                       | ―                       | ―              |
| 8 de diciembre de 2016   | Córdoba             | Argentina            | Orfeo Superdomo                   | ―                       | ―              |
| 9 de diciembre de 2016   | Rosario             | Argentina            | Metropolitano                     | ―                       | ―              |
| 10 de diciembre de 2016  | Asunción            | Paraguay             | Rakiura                           | ―                       | ―              |
| 11 de diciembre de 2016  | Buenos Aires        | Argentina            | DirecTV Arena                     | ―                       | ―              |
| 12 de diciembre de 2016  | Montevideo          | Uruguay              | Velódromo de Montevideo           | ―                       | ―              |
| 13 de diciembre de 2016  | Montevideo          | Uruguay              | Velódromo de Montevideo           | ―                       | ―              |
| 27 de diciembre de 2016  | Cali                | Colombia             | Estadio Pascual Guerrero          | Festival                | Festival       |
| Total                    | Total               | Total                | Total                             | 34,845 / 39,937 (87,2%) | $1,388,979     |

## Fechas canceladas
| Día                    | Ciudad       | País      | Lugar                              | Razón                      |
| ---------------------- | ------------ | --------- | ---------------------------------- | -------------------------- |
| 8 de julio de 2016     | Loja         | Ecuador   | Estadio Federativo Reina del Cisne | Incumplimiento de contrato |
| 3 de diciembre de 2016 | Buenos Aires | Argentina | Tecnópolis                         | Cancelación del festival.  |